# Тарентинов анталис
Тарентиновите анталиси (Antalis vulgaris) са вид лопатоноги от семейство Dentaliidae.
Таксонът е описан за пръв път от Емануел Мендес да Коста през 1778 година.